# Иоганн III фон Шверин
Иоганн III фон Шверин (нем. Johannes von Schwerin), в качестве рижского архиепископа Иоганн III нем. Johannes III; скончался после 19 декабря 1300 года в Ананьи) — рижский архиепископ с 1294/1295 года.

## Рождение, семья, ранние должности
Родился к земле Мекленбург. Его родителями были граф Гунцелин III Шверинский и Маргарита фон Росток.
Первые документальные свидетельства об Иоганне относятся к 1267 году, когда он был упомянут в числе каноников епископств Каммина и Магдебурга. В этом качестве он фигурировал в качестве кандидата от главы собора на следующую вакантную пребенду. 
Находится в должности каноника в Шверине до 1279 года, но продолжал занимать должность домского сановника (тезаурара) и далее. Эта должность предполагала, что в его ведении находилось всё церковное имущество. В монастыре он нёс ответственность за свою деятельность перед настоятелем, а в соборе и в коллегиальных главах он должен был отчитываться перед проректором (пробстом).

## Проблема избрания
После смерти рижского архиепископа Иоганна фон Фехта собор избрал в качестве его преемника Иоганна Шверинского. Его отец, граф Шверинский Гунцелин, давно покровительствовал чиновникам рижской архиепархии, пользовался весомым авторитетом среди каноников и был близким напарником бывшего рижского архиепископа Альберта II.
После получения известий об избрании Иоганн отправился в Рим, на аудиенцию к влиятельному папе Бонифацию VIII, однако понтифик отказал новому иерарху в праве быть избранным и рукоположенным в сан архиепископа, после чего Иоганн вынужден был поехать напрямую в Ригу, где был посвящён в эту должность рижскими домскими сановниками в обход папского мнения. Тем самым после случая с конфликтом при избрании Иоганна Фехта в отношении этого архиепископа было восстановлено действие Альбертовой привилегии, один из пунктов которой предполагал прямое избрание рижского архиепископа членами Домского капитула.

## Роль в противостоянии рижан и ордена
В 1296/1297 годы вспыхнул с новой силой давний конфликт между властями Риги и Ливонским орденом, который возник по причине строительства моста над рекой Даугавой, мешавший прохождению орденских судов. Заместитель магистра запретил подвоз к городу товаров до тех пор, пока рижские бюргеры не разберут построенный мост. Позже магистр Бруно принял решение начать снос моста, что вызвало недовольство рижан, которым речная переправа была необходима для более скорой и эффективной перевозки товаров. Намерение разрушить мост спровоцировало мощное восстание торговцев Риги против власти немецкого ордена. Вернувшегося из Фландрии архиепископа Иоганна III пытались пригласить в роли третейского судьи, который мог бы посредничать при заключении необходимого перемирия, однако Иоганн Шверинский никак не помешал рижским торговцам 30 сентября 1297 года осуществить штурм подворья Святого Георгия и начать разрушение замка Виттенштейн каменными ядрами, которые они выпускали из катапульт, расположившись на крышах соседних строений. В результате сокрушительного восстания против орденских властей замок был разрушен бунтовщиками (сохранился лишь южный корпус, в котором располагалась церковь Святого Георгия), а 60 рыцарей и комендант замка были убиты, но кому-то удалось спастись и сбежать из охваченного беспорядками города-крепости.

## Стремление к борьбе с орденом, плен, освобождение
В гражданской войне между ливонскими рыцарями и рижанами Иоганн принял решение поддержать последних и официально выступил против ордена и даже пошёл на формирование широкой коалиции с участием других ливонских епископов и литовского великого князя Витеня. В случае победы Иоганн Шверинский пообещал владельцам епархий и литовским вельможам все территории, подчинённые ордену в Семигалии, а также земли бывшего Ерсикского княжества, ранее захваченного и разорённого немецкими крестоносцами. Однако эти переговоры не увенчались успехом, так как Ливонский орден вовремя перехватил инициативу. Многие епископы (например, дерптский) предпочли уступить перед натиском рыцарей и признать верховную власть ордена; очень быстро Иоганн лишился поддержки балтийских иерархов. Однако Витень умело воспользовался разногласиями между ливонскими феодалами и собрал мощное войско, после чего отправился с походом на Ригу, нанося территории огромный урон, разоряя крепости и сёла. Для того, чтобы архиепископ Иоанн более не вмешивался в противостояние между ним и рижским ополчением, орденское руководство приказало воинам совершить нападение на резиденцию архиепископа Иоганна в Турайдском замке. Личная охрана иерарха в Турайде не была достаточно сильной, чтобы оказать сопротивление захватчикам. В результате стража архиепископа была перебита, а сам Иоганн, которого вторжение застало врасплох, был заключён под стражу и препровождён под конвоем в орденский замок в Феллине (Вильянди).
Находясь в плену более года и постоянно подвергаясь психологическому и, вероятно, физическому воздействию, Иоганн вынужден был подписать договор, согласно которому управление товарооборотом должны будут осуществлять представители немецкого ордена. Вскоре однако орденские войска потерпели тяжёлое поражение в сражении при Турайде, в котором пал магистр Бруно, и влияние ордена в балтийском регионе существенно пошатнулось. В итоге архиепископ Иоганн был освобождён после личного вмешательства папы Бонифация VIII. Понтифик потребовал немедленного освобождения архиепископа Риги и приказал обоим участникам спора — новому магистру Готфриду фон Рогге и самому Иоганну — прибыть в Рим для папского суда.
В 1300 году Иоганн, подчиняясь приказу папы, оставил Ригу и отправился в Рим для того, чтобы вручить лично папе жалобу на произвол со стороны Ливонского ордена (в частности, на его пленение и принуждение к заключению невыгодного договора) и на его экспансионистскую политику в целом. В его планы входило создание новой большой коалиции против ордена, на что он хотел получить благословение Бонифация. Однако в связи с его внезапной кончиной во время остановки в Ананьи (Италия) эти планы остались неосуществлёнными.
Его место захоронения до сих пор неизвестно.